# Dieterich (Illinois)
Dieterich é uma vila localizada no estado americano de Illinois, no Condado de Effingham.

## Demografia
Segundo o censo americano de 2000, a sua população era de 591 habitantes.
Em 2006, foi estimada uma população de 591, um aumento de 0 (0.0%).

## Geografia
De acordo com o United States Census Bureau tem uma área de
3,1 km², dos quais 3,1 km² cobertos por terra e 0,0 km² cobertos por água. Dieterich localiza-se a aproximadamente 179 m acima do nível do mar.

## Localidades na vizinhança
O diagrama seguinte representa as localidades num raio de 20 km ao redor de Dieterich.